# Бржевнов
Бржевнов (на чешки: Břevnov) е историческа местност и квартал на Прага, включен в административен район Прага 6 и частично в Прага 5. Според статистическото проучване от 2006 г. кварталът наброява 24 482 жители.
Оттук минавал един от най-старите и важни търговски пътища, водещ от Прага на запад, затова и около това място са се разиграли голям брой средновековни сражения и политически значими събития. На това място през 1355 г. тържествена процесия излиза да посрещне Карл IV след като е коронован за император на Свещената Римска империя, пак оттук войската на Фердинанд II настъпва към Прага след като разгромява протестантите чехи на 8 ноември 1620 г. и също оттук започва настъплението на шведската армия към града 28 години по-късно.
До средата на XIX в. Бржевнов е малко село като пространството между основания през X в. Бржевновски манастир и средновековните укрепления е слабо застроено с разпръснати единични къщи и градини.
На 27 април 1907 г. император Франц Йосиф както разказват по погрешка дава статут на Бржевнов на самостоятелен град и такъв той остава до 1922 г., когато отново е присъединен към Прага.
През 70-те години на XX в. на мястото на старинното предградие е построен модерен жилищен квартал. Запазени са само няколко автентични къщи в непосредствена близост до Бржевновския манастир и стар параклис на мястото на бившия площад.
В Бржевнов се намира Централната военна болница.